# L’Œuvre

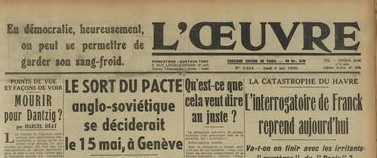
L' Œuvre 4. Mai 1939

L’Œuvre (dt. „Das Werk“) war eine französische Zeitung, die von 1904 bis 1946 herausgegeben wurde. Nach ihrer Gründung 1904 durch Gustave Téry erschien sie zunächst monatlich, ab 1910 dann wöchentlich und ab 1915 schließlich täglich. Ihre Auflage stieg von 55.000 Exemplaren 1915 auf 274.000 Exemplare 1939. Henri Raud folgte Téry 1928 nach dessen Tod als Herausgeber nach.
Ihr Werbeslogan war «Les imbéciles ne lisent pas L’Œuvre» („Die Dummköpfe lesen L’Œuvre nicht“). L’Œuvre war eine Plattform für die Verbreitung radikalsozialistischer und pazifistischer Gedanken. 1911 veröffentlichte L’Œuvre Auszüge aus privater Korrespondenz zwischen Marie Curie und Paul Langevin. 1916 druckte sie vorab den Anti-Kriegs-Roman Das Feuer von Henri Barbusse. Bei den Wahlen zur Nationalversammlung unterstützte sie 1924 das Linksbündnis („Cartel des Gauches“) und 1936 die Front populaire.
Am 5. Juli 1940, nach der Kapitulation gegenüber dem Deutschen Reich, übernahm Marcel Déat die Chefredaktion. Déat hatte bereits im Mai 1939 in L’Œuvre den umstrittenen Aufsatz Mourir pour Dantzig? (Sterben für Danzig?) veröffentlicht, in dem er die Notwendigkeit eines Kriegseintritts Frankreichs im Falle eines deutschen Angriffs gegen Polen in Frage gestellt hatte. Als Chefredakteur arbeitete Déat eng mit der deutschen Besatzungsmacht zusammen und gab der Zeitung eine antisemitische Ausrichtung. L’Œuvre erschien noch bis 1946 und wurde dann eingestellt.